# 爪哇魨
爪哇魨為輻鰭魚綱魨形目四齒魨亞目四齒魨科的其中一種，為熱帶海水魚，分布於印尼爪哇島海域，棲息深度約68公尺，棲息在底中層水域，生活習性不明。